# Edder Delgado
Éder Gerardo Delgado Zerón (San Manuel, 20 novembre 1986) è un calciatore honduregno, centrocampista dell'Olimpia.